# Pin nhiên liệu

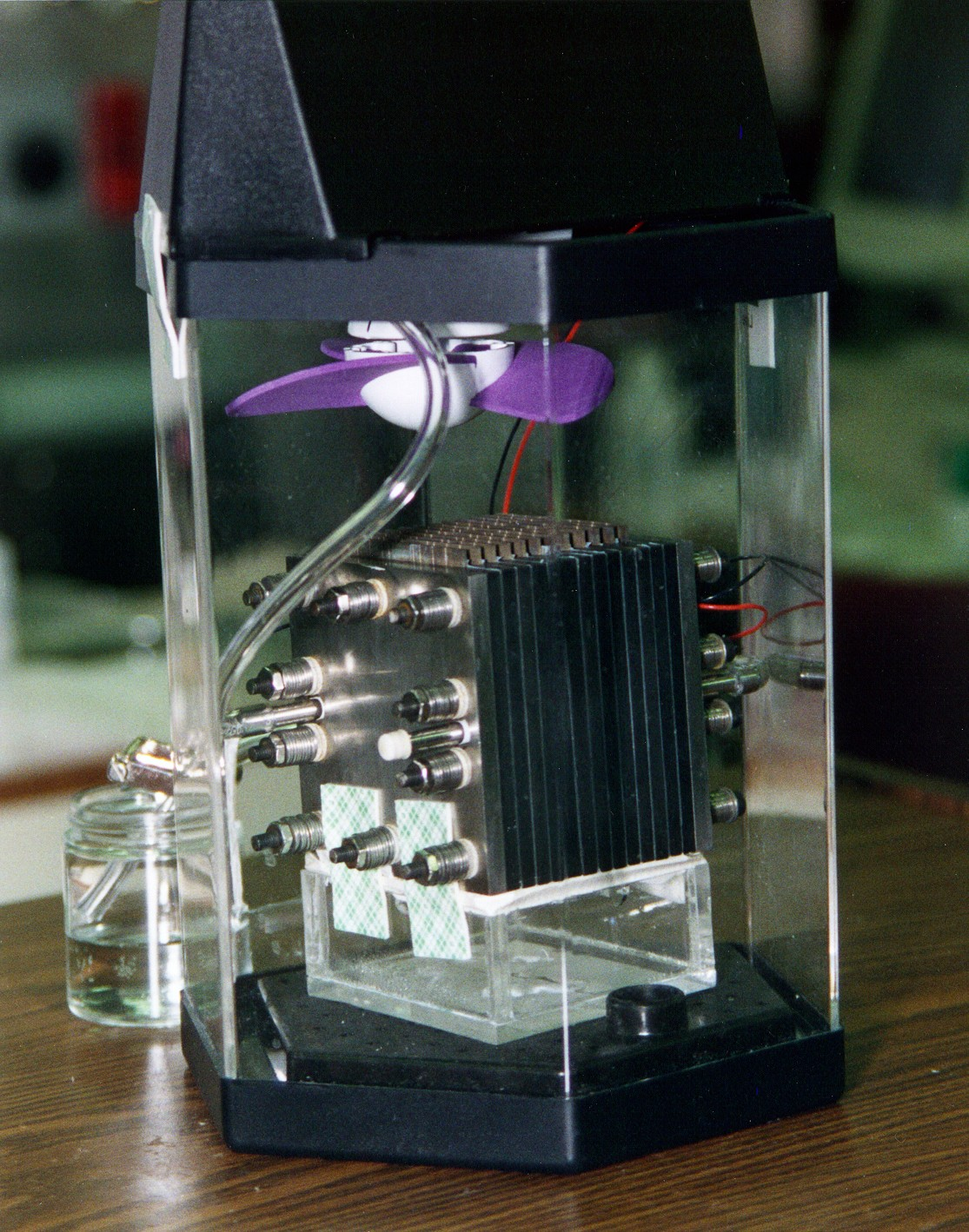
Mô hình trình diễn của pin nhiên liệu metanol trực tiếp. Ngăn xếp pin nhiên liệu thực tế là hình khối lập phương ở giữa hình ảnh

Xây dựng nhiệt độ thấp Tế bào nhiên liệu màng điện phân trao đổi proton qua màng lọc polymer: Tấm lưỡng cực như điện cực với cấu trúc kênh khí được xay, chế tạo từ dẫn điện chất dẻo (tăng cường với ống nano cacbon để dẫn điện nhiều hơn); Xốp giấy cacbon; lớp phản ứng, thường là trên polymer màng áp dụng; màng polymer.

Các tế bào nhiên liệu (tiếng Anh: fuel cell), hay còn gọi là "pin nhiên liệu", biến đổi năng lượng hóa học của nhiên liệu, thí dụ như là hiđrô, trực tiếp thành năng lượng điện. Không giống như pin hoặc ắc quy, tế bào nhiên liệu không bị mất điện và cũng không có khả năng tích điện. Tế bào nhiên liệu hoạt động liên tục khi nhiên liệu (hiđrô) và chất oxy hóa (oxy) được đưa từ ngoài vào.
Pin nhiên liệu là loại thiết bị năng lượng có mức thải ô nhiễm gần như "bằng 0", thân thiện với môi trường tuy nhiên giá thành của nó không hề rẻ.

## Lịch sử
Năm 1839 nhà khoa học tự nhiên người xứ Wales Sir William Robert Grove đã chế tạo ra mô hình thực nghiệm đầu tiên của tế bào nhiên liệu, bao gồm hai điện cực platin được bao trùm bởi hai ống hình trụ bằng thủy tinh, một ống chứa hiđrô và ống kia chứa oxy. Hai điện cực được nhúng trong axít sulfuric loãng là chất điện phân tạo thành dòng điện một chiều. Vì việc chế tạo các hệ thống tế bào nhiên liệu quá phức tạp và giá thành đắt, công nghệ này dừng lại ở đấy cho đến thập niên 1950.
Thời gian này ngành du hành vũ trụ và kỹ thuật quân sự cần dùng một nguồn năng lượng nhỏ gọn và có năng suất cao. Các tàu du hành vũ trụ và tàu ngầm cần dùng năng lượng điện không thông qua động cơ đốt trong. NASA đã quyết định dùng cách sản xuất điện trực tiếp bằng phương pháp hóa học thông qua tế bào nhiên liệu trong các chương trình du hành vũ trụ Gemini và Apollo. Các tế bào nhiên liệu sử dụng trong chương trình Gemini được NASA phát triển vào năm 1965. Với công suất khoảng 1 kW các tế bào nhiên liệu này đã cung cấp đồng thời điện và nước uống cho các phi hành gia vũ trụ. Các tế bào nhiên liệu của chương trình Gemini chỉ dài 60 cm và có đường kính là 20 cm.
Công việc nghiên cứu về công nghệ tế bào nhiên liệu không phải bị ngưng đến thập niên 50 của thế kỷ 20 mà nó vẫn được tiếp tục phát triển để hoàn thiện.
Nhờ chế tạo được các màng (membrane) có hiệu quả cao và các vật liệu có khả năng chống ăn mòn hóa học tốt hơn và cũng nhờ vào công cuộc tìm kiếm một nguồn năng lượng thân thiện môi trường cho tương lai tế bào nhiên liệu được phát triển mạnh vào đầu thập niên 1990. Thông qua đó việc sử dụng tế bào nhiên liệu dành cho các mục đích dân sự đã trở thành hiện thực. Ngày nay khả năng sử dụng trải dài từ vận hành ô tô, sưởi nhà qua các nhà máy phát điện có công suất hằng 100 kW cho đến những ứng dụng bé nhỏ như trong điện thoại di động hoặc máy vi tính xách tay.

## Cấu tạo

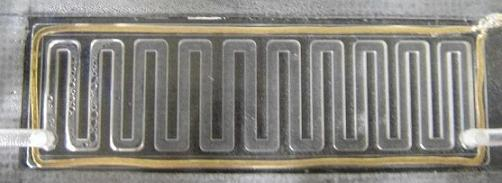
Condensation of water produced by a PEMFC on the air channel wall. The gold wire around the cell ensures the collection of electric current.

Một tế bào nhiên liệu có cấu tạo đơn giản bao gồm ba lớp nằm trên nhau. Lớp thứ nhất là điện cực nhiên liệu (cực dương), lớp thứ hai là chất điện phân dẫn ion và lớp thứ ba là điện cực khí oxy (cực âm). Hai điện cực được làm bằng chất dẫn điện (kim loại, than chì,...). Chất điện phân được dùng là nhiều chất khác nhau tùy thuộc vào loại của tế bào nhiên liệu, có loại ở thể rắn, có loại ở thể lỏng và có cấu trúc màng. Vì một tế bào riêng lẻ chỉ tạo được một điện thế rất thấp cho nên tùy theo điện thế cần dùng nhiều tế bào riêng lẻ được nối kế tiếp vào nhau, tức là chồng lên nhau. Người ta thường gọi một lớp chồng lên nhau như vậy là stack.
Ngoài ra, hệ thống đầy đủ cần có các thiết bị phụ trợ như máy nén, máy bơm, để cung cấp các khí đầu vào, máy trao đổi nhiệt, hệ thống kiểm tra các yêu cầu, sự chắc chắn của sự vận hành máy, hệ thống dự trữ và điều chế nhiên liệu.

## Nguyên lý hoạt động
Về phương diện hóa học tế bào nhiên liệu là phản ứng ngược lại của sự điện phân. Trong quá trình điện phân nước bị tách ra thành khí hiđrô và khí oxy nhờ vào năng lượng điện. Tế bào năng lượng lấy chính hai chất này biến đổi chúng thành nước. Qua đó, trên lý thuyết, chính phần năng lượng điện đã đưa vào sẽ được giải phóng nhưng thật ra vì những thất thoát qua các quá trình hóa học và vật lý năng lượng thu được ít hơn. Các loại tế bào nhiên liệu đều cùng chung một nguyên tắc được mô tả dựa vào tế bào nhiên liệu PEM (Proton Exchange Membrane - tế bào nhiên liệu màng trao đổi bằng proton) như sau:
Ở bề mặt cực dương khí hiđrô bị oxy hóa bằng hóa điện:
{\displaystyle 2H_{2}\to 4H^{+}+4e^{-}}
Các điện tử được giải phóng đi từ cực dương qua mạch điện bên ngoài về cực âm. Các proton H+ di chuyển trong chất điện phân xuyên qua màng có khả năng chỉ cho proton đi qua về cực âm kết hợp với khí oxy có sẵn trong không khí (nồng độ 21%) và các điện tử tạo thành nước:
{\displaystyle O_{2}+4H^{+}+4e^{-}\to 2H_{2}O}
Tổng cộng:
{\displaystyle 2H_{2}+O_{2}\to 2H_{2}O}

## Phân loại
Các hệ thống tế bào nhiên liệu được phân loại theo nhiều cách khác nhau tùy theo cách nhìn:
- Phân loại theo nhiệt độ hoạt động
- Phân theo loại các chất tham gia phản ứng
- Phân loại theo điện cực
- Phân theo loại các chất điện phân là cách phân loại thông dụng ngày nay

Liệt kê dưới đây là sáu loại tế bào nhiên liệu khác nhau:
- AFC (Alkaline fuel cell - tế bào nhiên liệu kiềm)
- PEMFC (Proton Exchange Membrane Fuel Cell - trao đổi hạt nhân qua mạng lọc)
- PAFC (Phosphoric acid fuel cell - tế bào nhiên liệu axit phosphoric)
- MCFC (Molten carbonate fuel cell - tế bào nhiên liệu carbonat nóng chảy)
- SOFC (Solid oxide fuel cell - tế bào nhiên liệu oxit rắn)
- DMFC (Direct methanol fuel cell - tế bào nhiên liệu methanol trực tiếp)

Trong các loại trên thì PEMFC có nhiều triển vọng dùng trong các loại xe cộ. SOFC và APU cũng đều có khả năng trong ứng dụng trên ô tô. PEMFC, MCFD và SOFC cùng có trong tương lai trong ứng dụng trên các trạm phát điện. PAFC là công nghệ mới được nghiên cứu tuy nhiên vẫn còn nhiều vấn đề kĩ thuật. DMFC có thể tạo bước đột phá trong lĩnh vực thiết bị di động. AFC được có thể được ứng dụng trong ngành hàng không vũ trụ.
Nhiệt độ vận hành của những loại tế bào nhiên liệu khác nhau (nằm trong khoảng từ 60 tới 1000 độ C). Sự khác nhau còn nằm ở cấu trúc điện cực, sự tinh khiết của hydro ở anode (DMFC dùng methanol).

## Ứng dụng

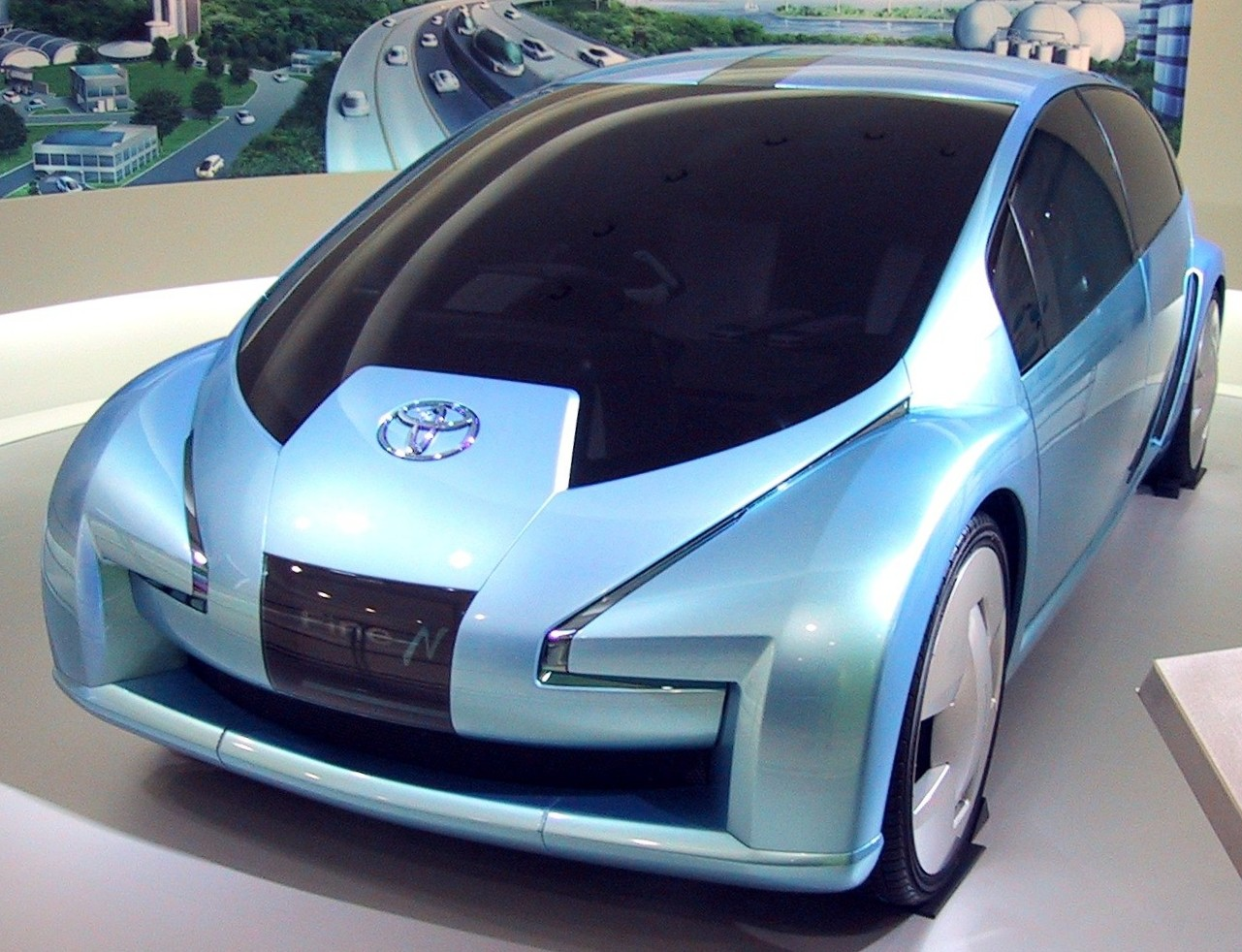
Xe Toyota Fine N sử dụng pin nhiên liệu.

Tế bào nhiên liệu được sử dụng đầu tiên trong những lĩnh vực mà phí tổn không đóng vai trò quan trọng. Tế bào nhiên liệu nhẹ và hiệu quả hơn ắc quy đồng thời đáng tin cậy và ít ồn ào hơn động cơ Diesel. Những điều này giải thích tại sao giới quân sự và ngành du hành vũ trụ quan tâm đến công nghệ này rất sớm. Một số tàu thuyền trên biển cũng dùng tế bào nhiên liệu.
Động cơ thúc đẩy cho các ứng dụng dân sự xuất phát từ nhận thức trữ lượng dầu mỏ trên Trái Đất là có hạn nhưng vẫn mong muốn tiếp tục kinh doanh xe thời kỳ sau dầu mỏ vốn đang mang về nhiều lợi nhuận.
Từ 20 năm nay nhiều hãng sản xuất xe (DaimlerChrysler, Ford, Honda, Opel) đã nghiên cứu về xe có nhiên liệu là hiđrô, sử dụng tế bào nhiên liệu để chuyển hóa năng lượng và dùng động cơ điện để vận hành. Kỹ thuật này đã được phát triển cho xe buýt, xe du lịch, xe tải nhẹ.Ở Hamburg (Đức) và Stuttgart (Đức) người ta đang thử nghiệm chạy xe buýt sử dụng nhiên liệu hydro trên các tuyến đường xe buýt bình thường. Từ năm 2003 hai hãng đóng tàu của Đức đã cung cấp loại tàu ngầm vận hành bằng điện được cung cấp từ máy phát điện Diesel hoặc từ một hệ thống tế bào nhiên liệu hiđrô.
Các tế bào nhiên liệu sử dụng khí đốt đang chuẩn bị đẩy lùi các thiết bị kết hợp phát điện và sưởi (combined heat and power plant). Ở hệ thống này khí đốt được biến đổi thành hiđrô đưa vào tế bào nhiên liệu.
Một số vật dụng cầm tay như điện thoại di động, máy vi tính xách tay, máy quay phim, vật liệu cắm trại hay quân sự cũng đang tiến tới ứng dụng loại nguồn cung cấp năng lượng này.

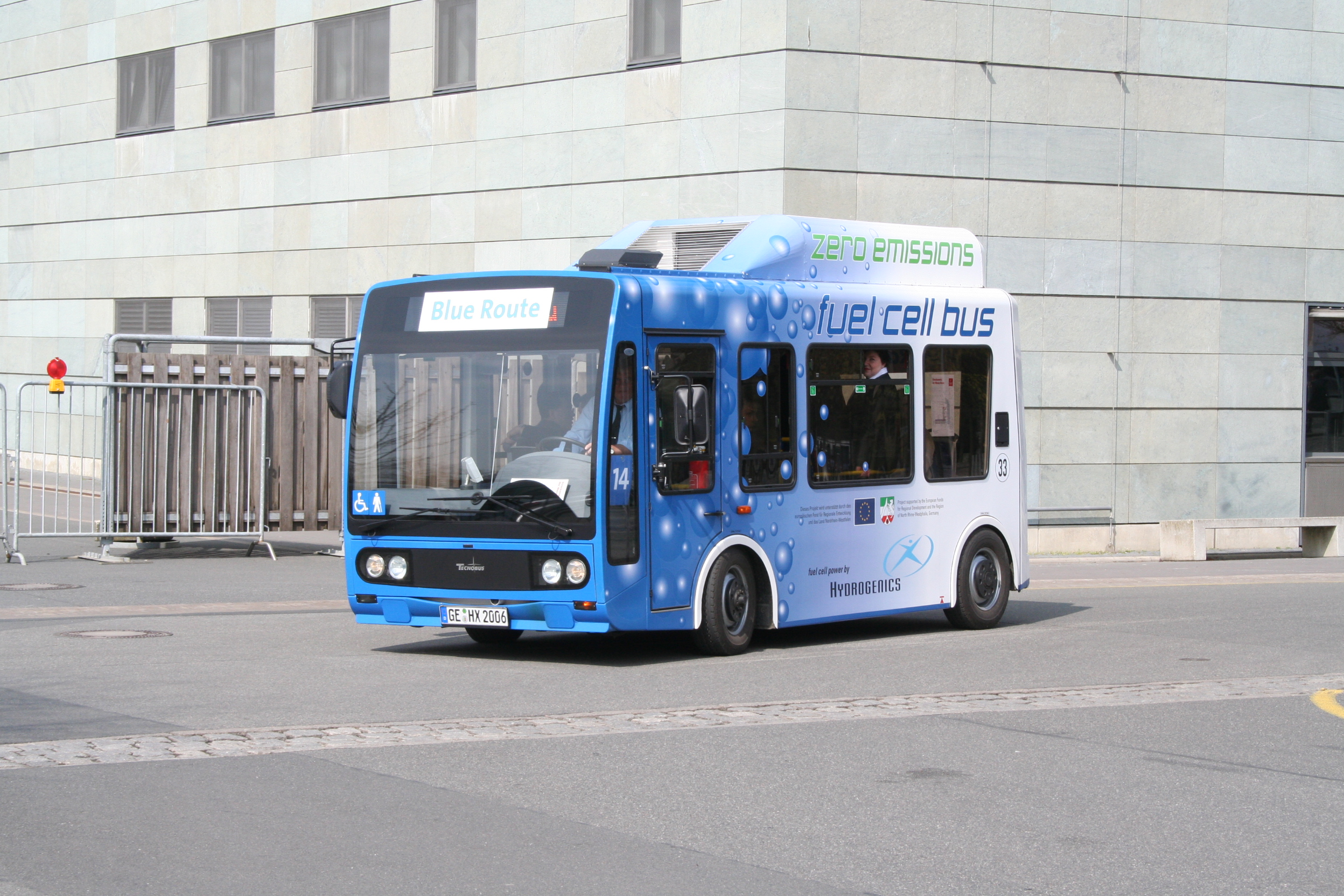
Xe bus dùng pin nhiên liệu
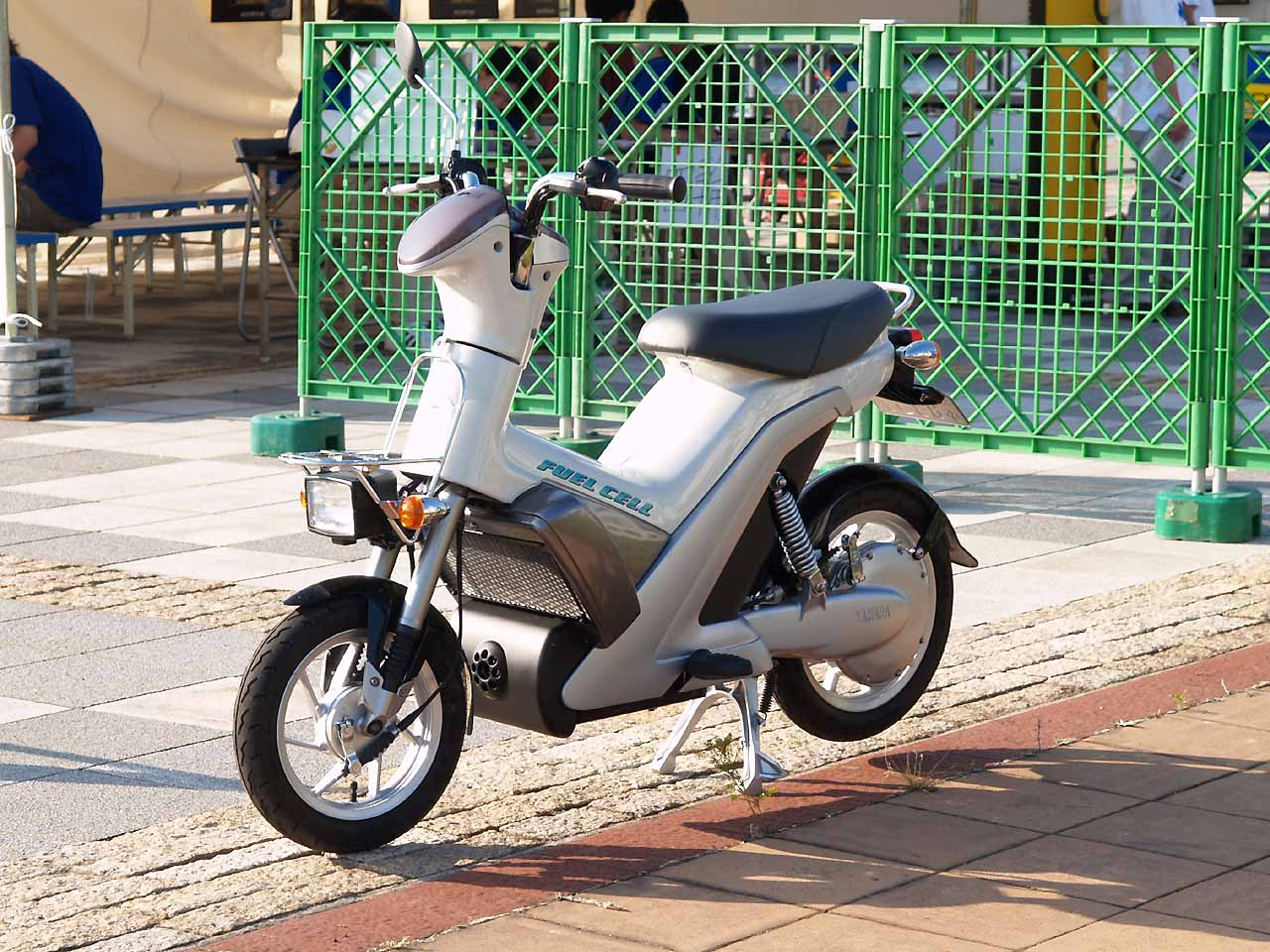
Xe máy Yamaha
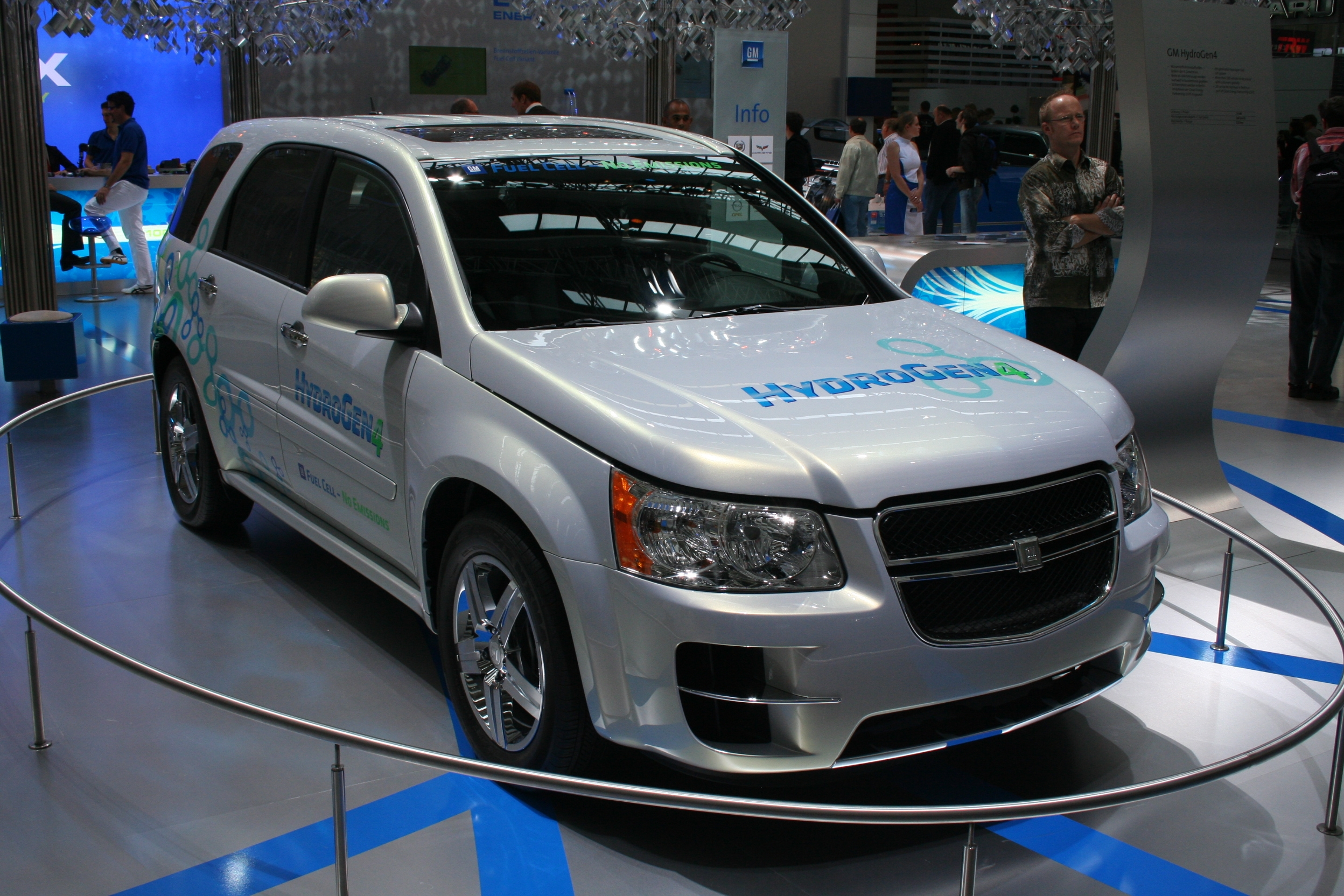
Xe ôtô GM HydroGen
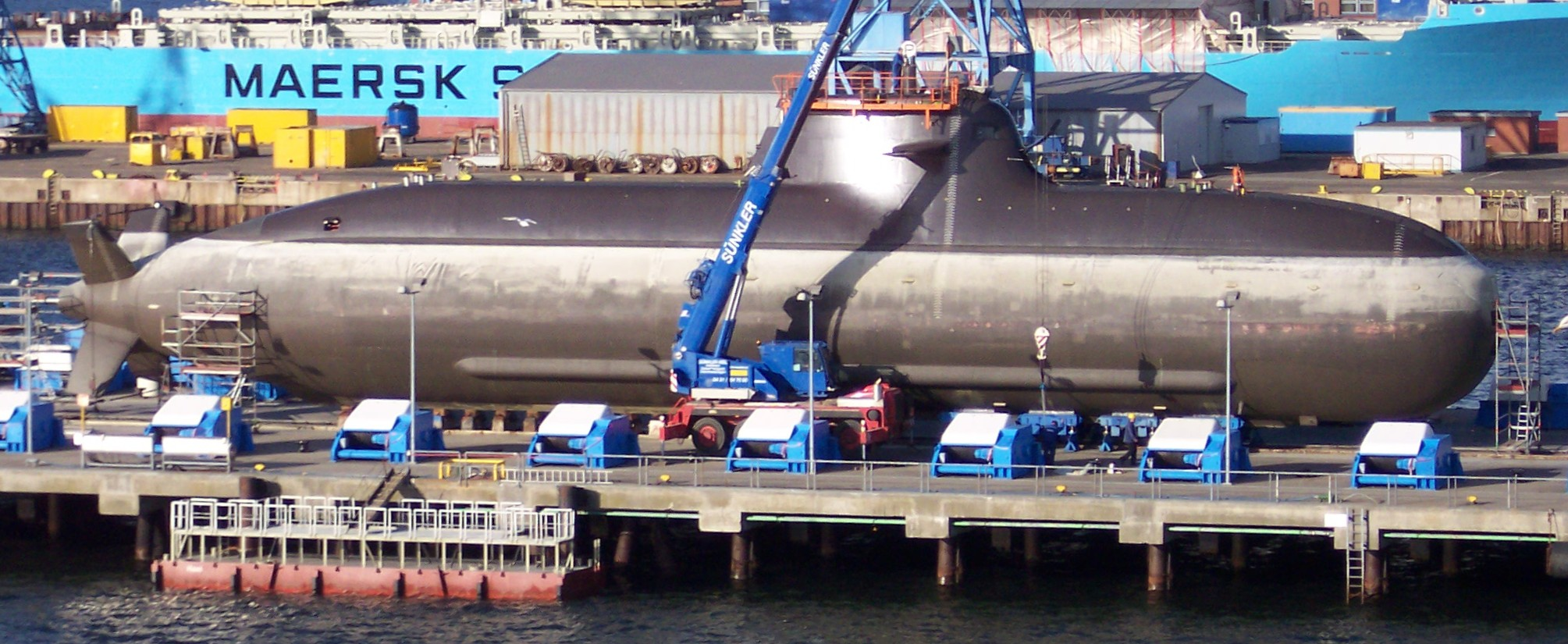
Tàu ngầm
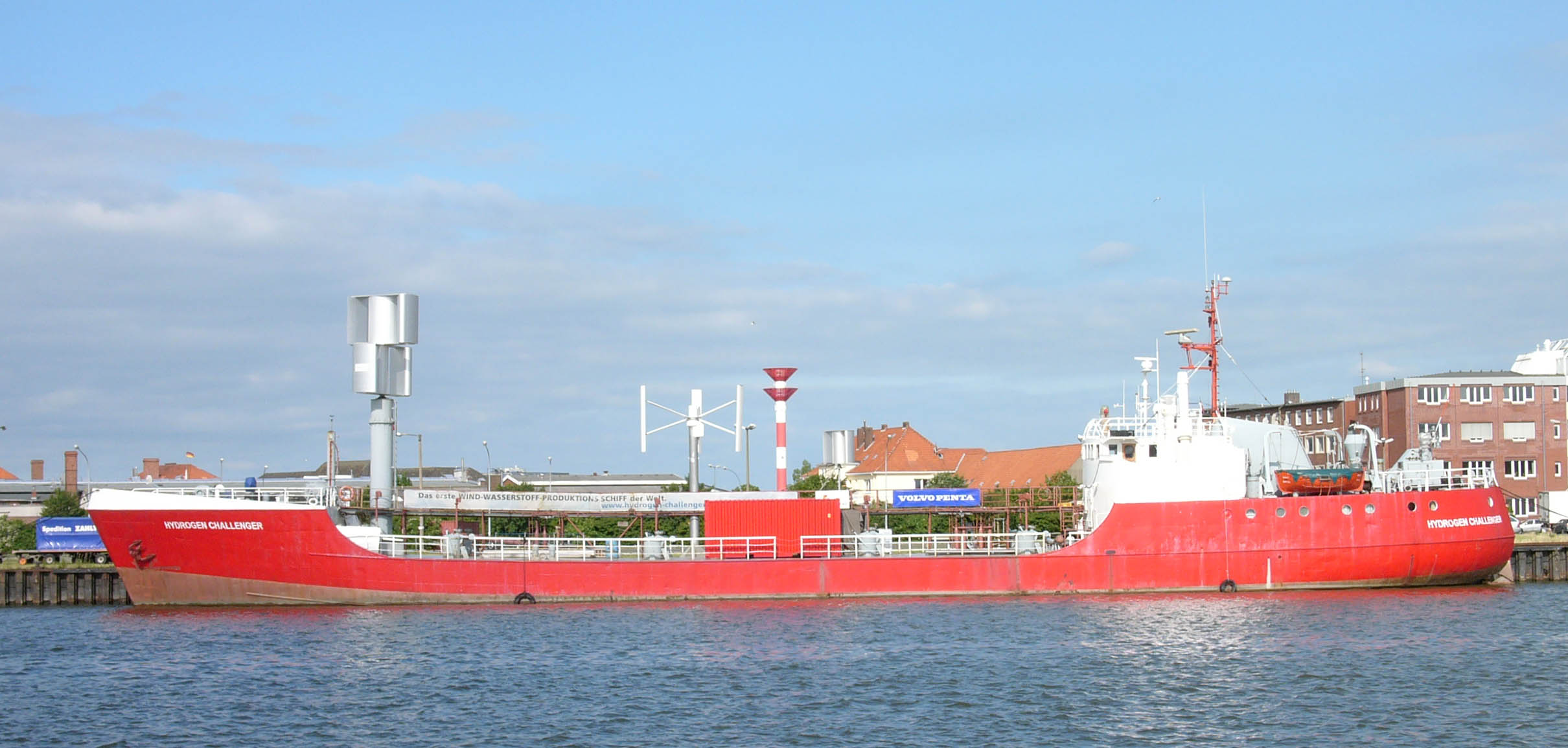
Tàu Hydrogen Challenger

## Ưu điểm và nhược điểm

### Ưu điểm
Trong các ưu điểm của tế bào nhiên liệu so với các hệ thống chuyển đổi cạnh tranh khác phải kể đến độ hiệu quả cao không phụ thuộc vào độ lớn của hệ thống. Chúng cung cấp năng suất năng lượng điện tăng từ 40% đến 70% điện, ngoài ra có thể hơn 85% khi tận dụng cả điện và nhiệt.
Ngoài ra việc vận hành tế bào nhiên liệu không phát sinh tiếng ồn và sản phẩm của phản ứng chỉ là nước và dioxide cácbon (nếu sử dụng các nhiên liệu hóa thạch). Tế bào nhiên liệu giảm sự phụ thuộc vào dầu mỏ, giảm lượng dioxide cácbon, một trong các khí gây ra hiệu ứng nhà kính, các oxit của lưu huỳnh và nitơ là các khí gây ô nhiễm môi trường đang là vấn đề lớn cho xã hội.
Các tế bào nhiên liệu không cần động cơ quay hay các bộ phận cơ học chuyển động, do đó tăng tuổi thọ và độ tin cậy.
Nhiệt độ vận hành khác nhau của tế bào nhiên liệu cho phép dùng cùng với turbine hay những áp dụng hơi nước nóng.

### Nhược điểm
Giá thành sản xuất pin nhiên liệu quá cao để sản xuất đại trà do pin có các bộ phận sử dụng công nghệ chế tạo và vật liệu đắt tiền như chất xúc tác (bạch kim), màng trao đổi, điện cực.
Pin nhiên liệu có thể tích cồng kềnh, nhất là khi người ta muốn nhập vào bên trong xe cộ.
Các pin nhiên liệu cần có tuổi thọ tối thiểu 40.000h trong các ứng dụng trong các công trình về trạm phát điện. Đây là một ngưỡng không dễ gì vượt qua với công nghệ hiện hành.
Chất đốt hydro khó bảo quản và vận chuyển.

### Vấn đề môi trường
Để thật sự thân thiện với môi trường và khí hậu, một mặt các tế bào nhiên liệu chỉ được phép thải ra các khí nhà kính và các chất có hại khác càng ít càng tốt, mặt khác quá trình khai thác chất đốt cũng không được phép thải ra các chất khí đó. Vấn đề chính là ở chỗ này vì khí hiđrô không có trong tự nhiên mà phải dùng năng lượng để sản xuất ra.
Nước hoặc các hợp chất hydrocarbon như khí tự nhiên, dầu mỏ hoặc mêthanol được xem là nguồn để sản xuất khí hiđrô. Việc tách nước qua điện phân về nguyên tắc là phù hợp với môi trường sinh thái nếu như năng lượng cần dùng cũng được sản xuất từ các nguồn năng lượng tái sinh như nước, Mặt Trời hoặc gió chứ không phải từ các phương pháp sản xuất điện thông thường.
Trong nhiều loại tế bào năng lượng ngày nay thật ra không phải khí hiđrô tinh khiết được dùng làm khí đốt mà lại là một chất đốt hóa thạch như khí tự nhiên, xăng hay methanol. Các loại tế bào nhiên liệu này được sử dụng nhiều nhất là trong công nghiệp ô tô để tạo điều kiện thuận lợi hơn cho việc chuyển đổi từ các động cơ thông thường sang các loại động cơ thay thế khác. Trong các kiểu động cơ hỗn hợp này khí tự nhiên được chuyển hóa bằng nhiệt lượng thành oxit cacbon và hiđrô. Hiđrô được dùng trong tế bào nhiên liệu làm chất đốt và được tiêu thụ hoàn toàn nhưng khí oxit cacbon vẫn còn lại, phản ứng với nước tạo thành dioxide cacbon, một khí nhà kính tác hại đến khí hậu.
Theo một nghiên cứu của Hội vì môi trường và bảo vệ tự nhiên Đức (Bund für Umwelt und Naturschutz Deutschland – BUND) các ô tô dùng tế bào nhiên liệu tuy thải khí ra tại chỗ rất ít hơn so với các động cơ thông dụng nhưng việc sản xuất ra hiđrô từ những nguồn năng lượng hóa thạch lại tạo ra các khí thải nên nếu tổng cộng lại, lượng các khí tạo ra hiệu ứng nhà kính được thải ra tăng lên rất nhiều. Việc thải khí chỉ di chuyển từ ô tô về nơi sản xuất ra hiđrô.
Thay vì hiđrô, nếu sử dụng các nguồn năng lượng hóa thạch khác như methanol thì tác động đến khí hậu vẫn như các động cơ Otto. Nhưng ít ra thì các hợp chất của lưu huỳnh và các chất độc hại đến sức khỏe thải ra từ ô tô tế bào nhiên liệu giảm đi rất nhiều.
Tóm lại bản nghiên cứu này cho rằng xe tế bào nhiên liệu thật sự là một lựa chọn cho tương lai nhưng chỉ khi hiđrô được sản xuất tái sinh ở khối lượng lớn đủ dùng và có thể tích trữ được. Mặc dù vậy, theo quan điểm của các chuyên gia, xe tế bào nhiên liệu vận hành bằng các chất đốt hóa thạch vẫn có ý nghĩa: Chúng giúp công nghệ này được phổ biến, phát triển và chấp nhận tốt hơn và như thế về lâu dài dọn đường cho các xe thật sự không phát sinh ra khí thải.
Khí tự nhiên được xem là chất đốt thích hợp nhất cho các thiết bị sử dụng tế bào nhiên liệu trong các nhà máy phát điện và cho các thiết bị nhỏ hơn dùng cho nhà ở. Kết quả bản nghiên cứu so sánh của BUND cho thấy ở đây khí hiđrô sản xuất tái sinh vẫn là phương cách phù hợp với sinh thái nhất, nhưng mặc dù vậy các thiết bị tế bào nhiên liệu vận hành bằng khí tự nhiên thải ra lượng oxit nitơ ít đi gấp ba lần và thải ra các hợp chất của lưu huỳnh cũng ít đi nhiều.
Nếu sử dụng trong các nhà máy phát điện các chuyên gia dự tính việc phát thải các khí nhà kính có thể giảm đến khoảng 4% cho đến năm 2010. Thêm nữa, việc sản xuất điện và nhiệt để sưởi ấm được phân tản tiếp tục, các thiết bị nhỏ dùng cho nhà ở được thực hiện dễ dàng hơn và có hiệu quả nhiều hơn so với các công nghệ thông thường rất nhiều. Tổng kết lại các chuyên gia cũng khẳng định ở phần này là công nghệ tế bào nhiên liệu vẫn thân thiện với môi trường hơn các phương pháp sản xuất điện thông dụng rất nhiều.